# 金塔镇
金塔镇，是中华人民共和国甘肃省酒泉市金塔县下辖的一个乡镇级行政单位。

## 行政区划
金塔镇下辖以下地区：
东南街社区、东北街社区、西南街社区、西北街社区、金大村、塔院村、边沟村、西沟村、东星村、红光村、中截村、营泉村、胜利村、五星村和上杰村。